# Покровский собор (Воронеж)
Покро́вский собо́р — православный храм в городе Воронеже. Принадлежит к Воронежской епархии Русской православной церкви, в 1948—2009 годах был её кафедральным собором. Образец архитектуры русского классицизма, в XIX — начале XX века считавшийся одной из красивейших построек в городе.

## История храма

### Деревянный храм
Церковь в честь Покрова Пресвятой Богородицы изначально была деревянной. Как существующая, она упомянута в 1615 году в Дозорной книге Григория Киреевского: 
Слобода Беломестных атаманов и казаков, а в слободе церковь во имя Покрова Пресвятой Богородицы, древяна, клецки, с папертью, а в церкви образы и колокола и всякое церковное строение приходских людей. И служат у тое церкви попы: во дворе поп Григорий Степанов, во дворе поп Иван Федоров, во дворе проскурница Ульяна, да две кельи нищих, питаются от церкви Божия.
 Строительство церкви датируется началом XVII века.
Белое место — пригородная слобода с населением из служивых людей, освобожденных от уплаты налога в казну. В «Переписной книге Воронежского уезда» 1646 года храм отмечен вновь: «Церковь во имя Покрова пресвятые Богородицы в оттоманской и в казачьей Беломестной слободе, во дворе поп Григорей, во дворе поп Емельян». В 1676 году в приходе Покровской церкви состояло 98 дворов — здесь жили беломестные казаки, атаманы, бобыли и посадские. В 1689 году священник Козьма Яковлев добился возвращения церковных земель, незаконно присвоенных Успенским монастырем в 1637 году.

### XVIII век
Постепенно назрела необходимость возведения нового каменного Покровского храма. Святитель Митрофан в 1700 году дал разрешение и благословил на строительство. Подлинник разрешения (грамоты) до начала XX века хранился в храме за стеклом и находился на средней колонне трапезной с левой стороны, неоднократно публиковался до 1917 года. Цитата разрешения:
«Божиею Милостию мы Преосвященный Митрофан Епископ Воронежский. В нынешнем 1700-м году сентября в 5 числе нам преосвященному епископу, били челом города Воронежа, с посаду Беломестныя слободы, Покровский поп Козма да приходские люди: Поликарп Севастьянов, Федот Тозлуков, Дементий Клочков, Федор Осминин, Павел Аксенов, Семен Фролов, Яков Кувакин, Оксен Миронов, Ефим Кутуков, Леонтий Белобородов, Яков Сукочего, Иван Дубровин, Филат Мосалов, Константин Зубков и все той церкви прихожане; а в челобитной их написано: в прошлых-де годех построена у них церковь Божия Покров Пресвятые Богородицы издавна, и та церковь Божия обветшала; и ныне все они поп Козма и приходские люди обещались построить вновь церковь Божию во имя Покрова ж Пресвятыя Богородицы, да в приделе Воздвиженья Честнаго Креста Господня, и на то церковное строенье лес ронить без нашего благословения они поп Козма и прихоцкие люди не смеют. И нам преосвященному епископу пожаловать бы их попа Козму и прихоцких людей велеть им на то церковное строение и лес ронить и строить церковь Божию, и о том дать нашу, преосвященного епископа, грамоту. И мы, преосвященный Митрофан, епископ Воронежский, того челобитья слушав, пожаловал их попа Козму и прихоцких людей Поликарпа Севастьянова с товарищи, благословил им строить церковь Божию вновь во имя Покрова Богородицы, да в приделе Воздвиженья Честнаго и Животворящаго Креста Господня, и на церковное строенье лес ронить невозбранно; а строить им ту церковь Божию по подобию: алтарь построить круглый и пространный, чтоб священнику мочно было около престола между богородичного иконою с каждением обходить, а богородичную икону на престол и близ престола не ставить, поставить её позади престола к алтарной стене для того, чтоб на престоле срачица, литон и антиминс от свещей и от искр падающих не горело; и в алтарь построити три двери: царския, южныя и северныя; и на церкви Божия на приделе построить верхи единоглавые, как и на прочих деревянных церквах, а шатровых отнюдь не строить. И в церковь Божию местные иконы поставляти по чину, по правую сторону царских дверей в начале поставить образ Пресвятыя Богородицы Одигитрии, а подле Спасова образа поставить образ настоящей святого храма того во имя Покрова Пресвятой Богородицы и прочие святые образы поставляти по чину, да в приделе Воздвиженья Честнаго Креста Господня во алтаре и царския и входныя двери, и поставляти святые образа так же, как и в настоящей церкви. А как та церковь Божия построится и совсем совершится, и мы освятим и антиминс к освящению выдать укажем. Писан на Воронеже, в нашем епископлем доме, лето 1700 сентября в день. К сей благословенной грамоте наша, преосвященного Митрофана епископа Воронежского печать приложена.»

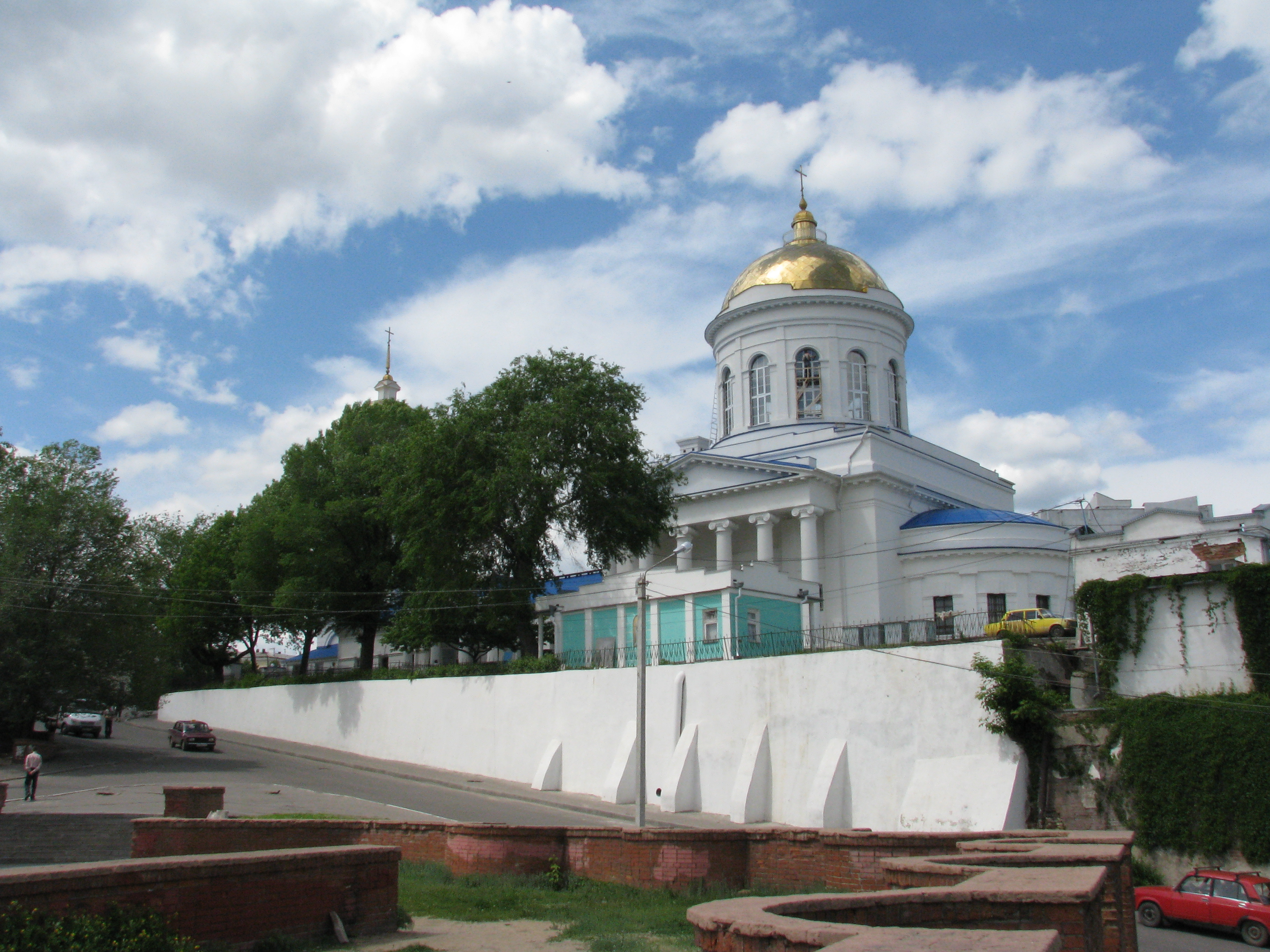
Покровский собор со стороны пл. Детей

В 1736 году было начато строительство новой каменной церкви Покрова. Здание возводили в несколько этапов. Первым освятили придел во имя Сретения Господня в 1748 году и вторично в 1779 году, когда возобновились моления. Второй придел, во имя иконы Божией Матери («Знамение»), отстроили лишь в конце XVIII века. Святил его епископ Мефодий (Смирнов) 11 февраля 1796 года. Самая древняя часть храма — трапезная. Она практически по окна «вросла» в землю. Это и есть самая первая каменная церковь Покрова. За 1791—1792 годы была возведена трехъярусная колокольня. Из Москвы были доставлены колокола для храма. Самый большой весил 181 пуд 5 фунтов (меньше, чем три тонны).
В 1772 году в храме несли службу: протопоп Ф. И. Прибытков (1750—1789), священник И. И. Орловский, диакон Ф. М. Тычинин, дьячок И. М. Макаров, пономари И. С. Красногорский и И. А. Богомолов. В 1789 году настоятель церкви умер и на его место назначили Евфимия Васильевича Базилиева (1762—1842). В 1805 году в штате храма состояли: настоятель Е. В. Базилиев, священник П. Я. Баженов, диакон М. Г. Бунин, дьячки Р. Г. Попов и П. П. Абрамов, пономари А. А. Яковлев и И. М. Назаревский. Приход насчитывал 250 дворов с населением 845 мужчин и 950 женщин. С 1814 по 1820 год диаконом стал С. И. Шимкевич, переехавший в Воронеж из Могилева, спасаясь от Отечественной войны. Федор Шимкевич, сын диакона — будущий ученый-лингвист — закончил Воронежскую духовную семинарию.
Кроме службы в храме служители занимались и мирскими делами: протоиерей Е. Базилиев с 1797 года «несёт публичную службу в военном лазарете, исполняя все требы, касающиеся до оного», священник В. Успенский являлся учителем в губернской гимназии — обучал греческому языку, в 1822—1831 годы был «увещевателем» в губернской палате уголовного суда. Обязанности эти они несли безвозмездно.

### XIX век
В 1822 году была открыта указом Святейшего синода и передана Покровскому храму домовая церковь во имя Воскресения Христова. «В воскресные, праздничные и постные дни» совершали богослужения Е. Базилиев и В. Успенский с причетниками с оплатой по 400 рублей в год.

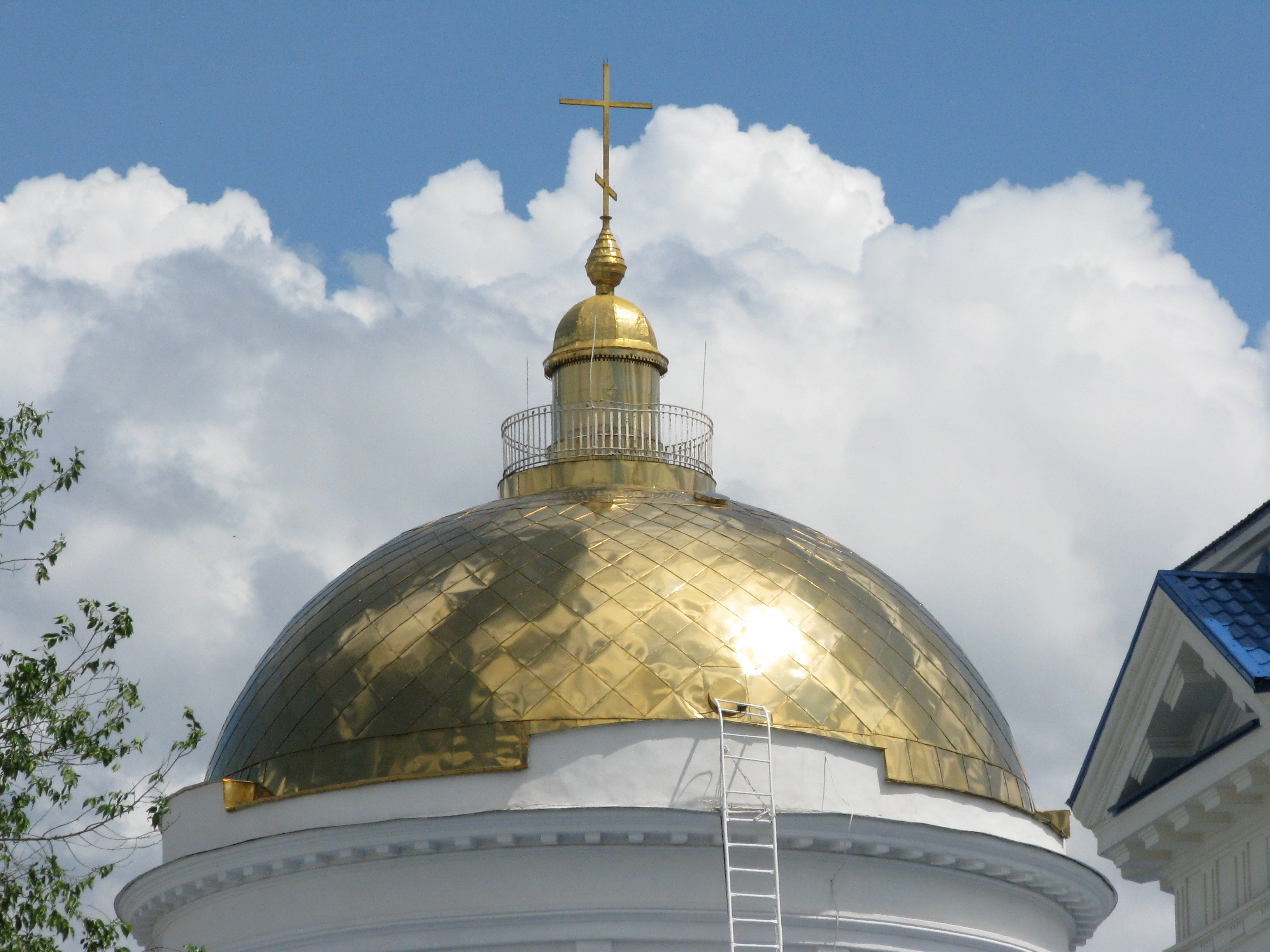

В 1823 году было запланировано снова перестроить храм, пристроить придел. Контроль за всеми работами поручили коллежскому советнику С. М. Петрову и купцу И. Г. Мелентьеву, которые и просили разрешения у епископа Епифания (Канивецкого): «Прихожане Покровской церкви вознамерились по тесноте храма сего увеличить и распространить его с довлеемым украшением живописи — так же со временем и настоящую церковь». «Сборную книгу» поручили купцу И. Ф. Вяхиреву. Пристройку запланировано было возвести длиной в 13 и шириной около 21 аршина (9 на 14,7 метра). Богослужения на время строительства не прекращались.
Возведение храма проводилось на средства от пожертвований от прихожан. Так, крупную сумму денег, 16 тысяч рублей, завещал купец Минай Герасимов. Епископ Епифаний утвердил «план и фасад распространения теплой церкви» 19 июня 1823 года. План был создан архитектором Т. С. Кондратьевым (1782 — между 1831 и 1837) по просьбе прихода. Достраивали храм с 1823 по 1824 год. Иконы написал живописец Илья Мартинов.

Архиерей выдал другую храмозданную грамоту: 
Божиею Милостию смиренный Антоний Архиепископ Воронежский и Задонский. Паствы мерности нашея города Воронежа Покровской церкви священник Василий Успенский и прихожане: коллежский советник и кавалер Петр Сарычев, коллежский асессор Иван Лавров и купцы: церковный староста Логгин Шашков, Григорий Мелентьев и Никита Вяхирев в поданном нам прошении, изъявляя желание своё и всех тое церкви прихожан вместо показанного каменного здания церкви, сделавшейся по многолюдству невместительной, построить вновь каменным же зданием также во имя Покрова Божией Матери в соответственном приходу пространстве, просили они у нас на то благословения. По власти же от Бога нам данной мерность, похваляя их усердие и соизволяя их намерение, так как препятствий не открылось, преподаем им пастырское благословение в испрашиваемой помощи Вседержителевой вступить в начинание сие, с тем, чтобы храм оный по сделанному архитектором плану и фасаду, Строительным Комитетом М.В.Д. одобренному, Высочайшего Государя Императора рассмотрения 3 марта 1833 года удостоенному и нами подписанному, непременно от сего времени в течение 5 лет всем нужным и пристойным снабжен, алтарем на восток по обычаю Восточной Греко-Российской церкви и алтарь тот был бы не темный, престол вышиною в 1 аршин 6 вершков и со доскою, а шириною и длиною по мере алтаря, под наблюдением благочинного, для чего по чиноположению строение оного храма на том же месте обложить дозволить местному благочинному кафедральному ключарю протоиерею Михаилу Скрябину. Дана сия грамота мая по 2 день 1833 года.
И. А. Блицын (1781 — после 1841) считается главным архитектором храмовой части (украшенной ионическим портиком и широким барабаном главного нефа), но доподлинно это неизвестно.

Основное строительство окончено в 1835 году, а отделка — в 1841-м. В 1839 году К. Сафоновым и Д. Курепиным была обновлена роспись иконостасов и всех икон. Мещанин Д. Ф. Медведев руководил работами по изготовлению новых иконостасов, на что ушла полторы тысячи рублей. Освящен храм архиепископом Антонием 14 июля 1841 года.

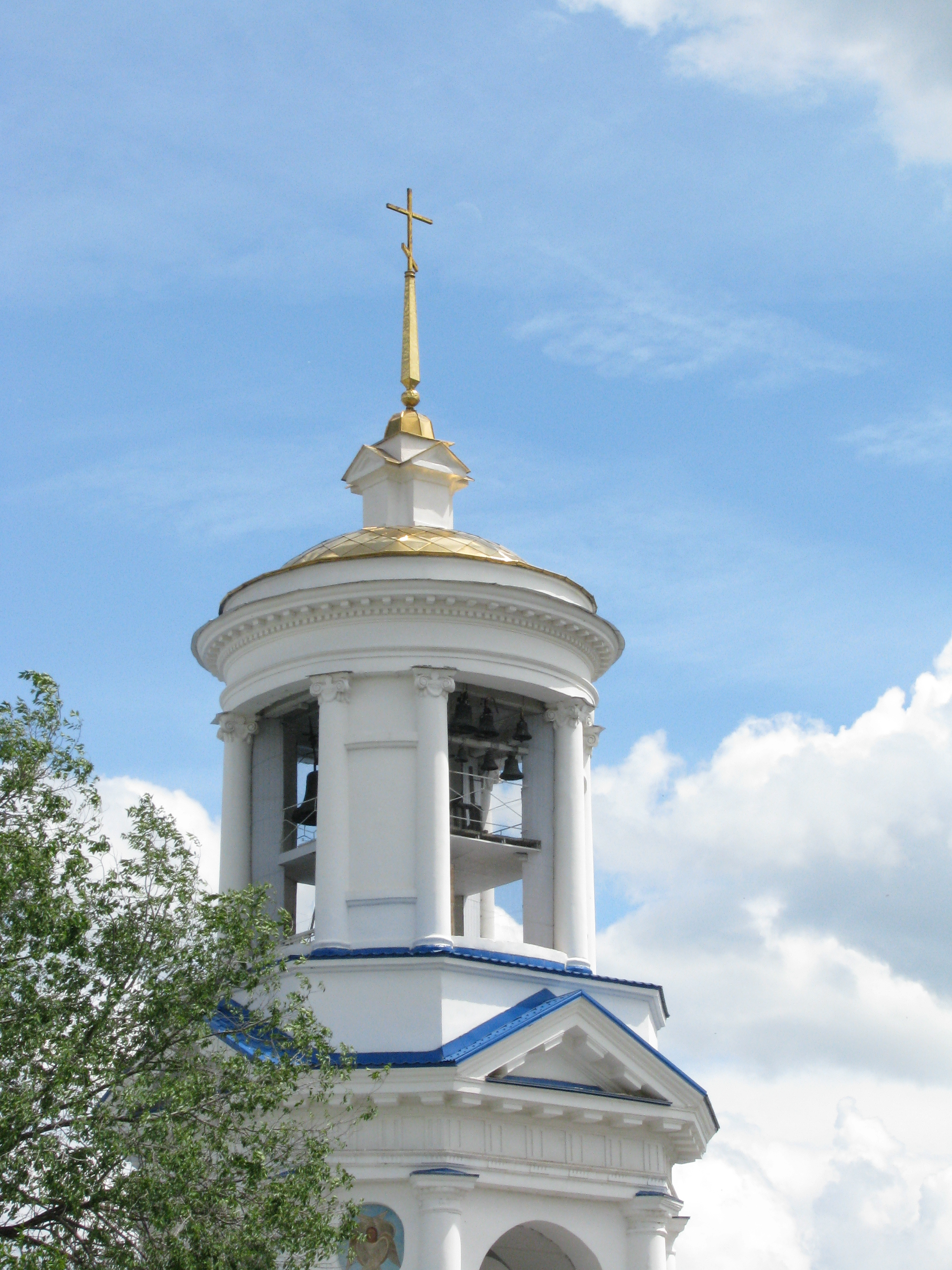

В 1847 и 1848 годах освятили приделы во имя Сретения Господня и во имя Знамения Пресвятой Богородицы, находящиеся в трапезной. Появились приделы благодаря купцу С. П. Ефимову и «тщанию прихожан». Иконостасы были устроены подрядчиком Киприяном Яковлевым.
Ночью 24 мая 1870 года Покровский храм ограбили, «через алтарную дверь посредством снятия замков» вынесли железный сундук с казначейскими билетами на две тысячи рублей, две столовые серебряные ложки и сто рублей наличными. Воров найти не удалось.
В 1872 году "усилиями церковного старосты В. О. Ухина был проведён очередной ремонт храма. В этот раз были обновлены придела трапезной, а иконостасы отделали червонным золотом. После проведенных работ 25 сентября 1893 года храм освятил викарный епископ Владимир (Соколовский). Из ценностей в храме находился лишь серебряный ковш, подаренный императрицей Анной Иоанновной кому-то из донских казаков.
На территории храма были построены деревянный флигель, в которым жил псаломщик, и каменная караулка, но до современного времени они не сохранились. Остался лишь дом священника, возведенный в начале XIX века. В 1893 году состоялось открытие приходской школы для девочек на пожертвования Н. Е. Поповой. Купец О. В. Ухин в 1867 году передал в дар храму каменную богадельню. Первый раз её упоминали в 1829 году. Там находили приют одинокие женщины и нищие.
Рядом с Покровским храмом когда-то находилось небольшое кладбище, где были похоронены: священники — Григорий Григорьев (1770), протоиерей Иоанн Авсенев (1804—1892), Николай Егоров (1860—1904), старосты Логгин Шашков (1779—1858) и Василий Ухин (1877), купец Сергей Евфимов (1784—1850), купчиха Татьяна Панина (1759). Сейчас осталась только могила митрополита Воронежского и Липецкого Иосифа (1871—1961), расположенная за алтарём.

### XX век
Покровский храм в 1904 году содержал в приходе 1282 человека и жил на проценты переданного в дар капитала (более 8000 рублей) и плату за аренду 54 десятин земли. В 1917 году в храме несли службу протоиерей А. Княжев и Д. Митрофанов, диакон Ф. Мануйлов, псаломщики Т. Курбатов и Ф. Григорьевский, просфорней заведовала вдова диакона Л. Никонова.

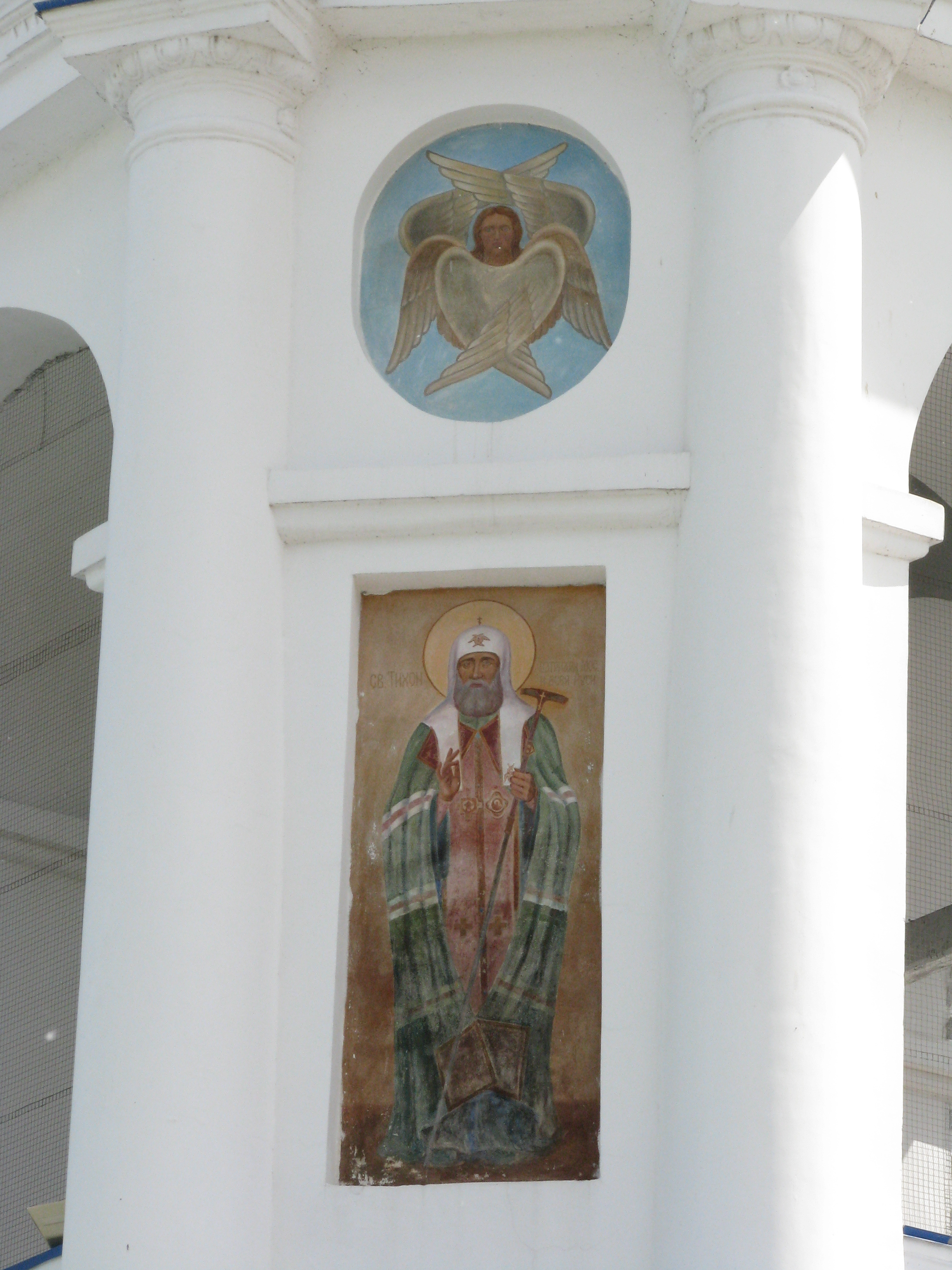

В 1921 году был проведён сбор средств в фонд голодающего Поволжья. В 1922 году церковные ценности Покровского собора были изъяты (акты об изъятии подписали священники Иоанн Путилин и Павел Смирнский). В 1923 году в Покровской церкви утвердились обновленцы во главе с протоиереем Василием Ижогиным. 
В 1926 году в борьбе с церковным расколом священники Петр Новосельцев (1883 — после 1932), Павел Пашин и Павел Смирнский (1873—1937) активно поддержали архиепископа Петра (Зверева). Оба священника были репрессированы, а Павел Смирнский расстрелян в 1937 году. Василий Ижогин после покаяния опять вернулся к обновленчеству. В октябре 1927 года церковь перешла в руки григорианцев: «автокефалисты безнаказанно силою ворвались в Покровский храм, взломали царские врата в алтаре, изгнали православный причт и в скорбь и слёзы повергли тысячи покровских прихожан, лишив их возможности удовлетворять свои потребности». Покровская церковь в 1927—1932 годах являлась кафедральным собором григорианцев. В 1928 году григорианский раскол возглавлял Виссарион (Зорин), архиепископ Воронежский и Задонский. Настоятелем Покровского храма был протоиерей Алексий Попов, служивший до этого в церкви при Покровском монастыре. В 1930—1931 годах григорианскую епархию возглавлял епископ Иероним (Борецкий), заместитель митрополита Виссариона.
В 1932 году облисполком принял решение об изъятии Покровского храма у общины и передаче его под Дом обороны. Затем в церкви располагался выделившийся из Краеведческого Антирелигиозный музей. Современники, посещавшие этот музей, помнят закреплённый под куполом маятник Фуко.
Во время Великой Отечественной войны в 1942 году Антирелигиозный музей был эвакуирован, а по возвращении слился с краеведческим. В январе 1943 года после освобождения Воронежа от немецких оккупантов возле церкви развернули выставку немецкой трофейной техники. Само здание было сильно повреждено при бомбёжках и артобстрелах: сгорело покрытие купола, крыша и стропила на трапезной, обрушились карнизы, сбиты кресты. Вернувшиеся в разрушенный город воронежцы приспособили церковь под жильё, разместившись даже на колокольне.
В 1943 году здание храма все ещё принадлежало Краеведческому музею. Восстанавливали церковь по проекту архитектора Бориса Зотова (1896—1963). В августе 1945 года была организована так называемая «двадцатка» во главе с Михаилом Вдовиным и Федором Хреновым, ходатайствовавшими о возвращении храма верующим. Патриарх Алексий I дважды поддерживал эти ходатайства своими обращениями. 2 марта 1948 года Совет по делам Русской православной церкви принял решение: «Удовлетворить ходатайство верующих об открытии Покровской церкви в городе Воронеж и предложить уполномоченному Совета при Воронежском облисполкоме зарегистрировать общину и оформить передачу ей здания церкви и культового имущества». Решение открыть Покровскую церковь для верующих было утверждено 10 мая 1948 года, 26 мая здание было передано православной общине. Настоятелем храма назначили протоиерея Василия Казьмина.
Знаменский придел в трапезной был освящён епископом Иосифом (Ореховым) 14 октября 1948 года при огромном стечении народа. Постановлением епископа от 30 сентября 1948 года Покровская церковь стала кафедральным собором. На церковном дворе были построены два дома, один из них стал резиденцией архиерея. Ремонтно-восстановительные работы были окончены в 1951 году: главный престол собора освящён 7 октября 1951 года архиепископом Иосифом в сослужении 14 священников. В это время в храме служили священники Димитрий Богоявленский, Константин Бучиловский, Матвей Раевский, Семен Бобкин, протодиаконы Иоанн Земсков и Иоанн Коровин. Установленный в Покровском приделе иконостас стилистически очень далёк от архитектуры здания. 23 ноября 1952 года в храме освящён придел во имя святителя Тихона Задонского. В 1961—1962 годах при епископе Сергии (Петрове) был проведён капитальный ремонт церкви. В 1960—1975 годах настоятелем и одновременно секретарем епархиального управления был протоиерей Михаил Орфеев. В 1963 году священником храма назначили Аверкия Осадчего, с 1968 года он стал ключарём собора. В 1980—1986 годах настоятелем собора был игумен, затем архимандрит Даниил (Пацкан) (1940—1998), в 1986—1989 годах — игумен Алипий (Погребняк).
В конце октября 1975 года в соборе отпели епископа Воронежского и Липецкого Платона (Лобанкова). В июне и июле во время Божественной литургии в кафедральном соборе главе Воронежской епархии епископу Ювеналию (Тарасову) сослужили епископ Пензенский и Саранский Мельхиседек (Лебедев) и епископ Тихвинский Мелитон (Соловьёв). 13 августа 1979 года в соборе служил митрополит Тетрицкаройский Зиновий совместно с Ювеналием.
В конце 1970-х годов к югу от собора началось строительство нового здания для Воронежского академического театра драмы имени Кольцова. Под застройку были снесены резиденция и канцелярия епископа, под угрозой находился и дом священников.
6 мая 1982 года в Покровском кафедральном соборе праздновали трёхсотлетие Воронежской епархии. На торжества прибыли митрополит Одесский и Херсонский Сергий (Петров), прежде возглавлявший Воронежскую епархию, и архиепископ Саратовский и Волгоградский Пимен (Хмелевский).
С конца 1980-х годов на церковной территории были построены: крестильный храм во имя Иоанна Предтечи, воскресная школа, ризница, просфорня, на обрыве к Поднабережной — епархиальное управление. При церкви собираются члены православного братства во имя святителей Митрофана и Тихона. В честь этих воронежских епископов в соборе появились новые приделы взамен утраченных. С 1976 года по январь 2002 года регентом архиерейского хора Покровского собора состоял заслуженный деятель искусств России, кандидат искусствоведения Василий Чернышёв. Хор под его руководством приобрёл известность и за стенами храма.
17 сентября 1989 года в Покровский собор были торжественно переданы мощи святителя Митрофана. До этого времени они хранились в Воронежском областном краеведческом музее. В церковном календаре эта дата значится как второе обретение мощей воронежского первосвятителя.
В 1989—1994 годах настоятелем Покровского собора состоял архимандрит, затем епископ Задонский Никон (Миронов), викарий Воронежской епархии. С марта 1994 по май 2003 года — протоиерей Василий Зализняк.
«Церковное слово» — первая приходская газета в Воронеже, вышедшая в январе 1998 года. 14 и 15 ноября 1998 года в Покровском соборе проходили службы с участием патриарха Алексия II, здесь предстоятель Русской православной церкви поклонился мощам первого воронежского епископа. Крестный ход во главе с патриархом Алексием II направился к месту строительства Благовещенского собора, которому было суждено стать новым кафедральным собором и принять к себе мощи святителя Митрофана.
В июне 2003 года настоятелем Покровского собора был назначен игумен Андрей (Тарасов), являющийся одновременно и секретарём епархиального управления. После торжественного богослужения 26 мая 2003 года прихожане проводили к месту нового служения митрополита Астанайского и Алма-Атинского Мефодия (Немцова), который возглавлял Воронежскую епархию в течение 21 года. 30 мая 2003 года здесь же состоялась встреча нового воронежского архиерея, митрополита Воронежского и Борисоглебского Сергия (Фомина).
5 декабря 2009 года, накануне дня памяти святителя Митрофана, мощи небесного покровителя Воронежской земли были перенесены из Покровского кафедрального собора города Воронежа в новый Благовещенский кафедральный собор Воронежской и Борисоглебской епархии.
В настоящее время службу в Покровском соборе несут — протоиереи Сергий Моздор (настоятель с 23 октября 2009 года), Стефан Некрылов и Георгий Семенюта, иереи Андрей Тулинов, Игорь Латышев, Сергий Сулемин, диаконы Константин Дикарев и Димитрий Малий.
При соборе действует воскресная школа. На территории собора располагается паломническая служба Воронежской и Борисоглебской епархии.

## Богослужения

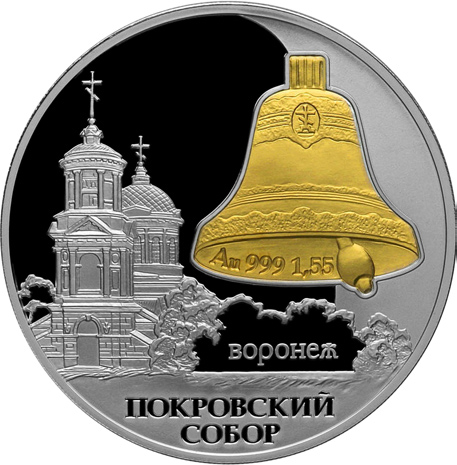
В 2009 году Центральный Банк России выпустил в обращение памятную серебряную монету 3 рубля, посвящённую Покровскому собору. Монета отчеканена из серебра 925-й пробы с содержанием чистого металла 31,1 г. Вставка в виде колокола изготовлена из золота 999-й пробы массой 1,55 г.

Богослужения проходят с понедельника по субботу в 8:00 и 17:00, в воскресенье в 6:30, 9:00, 17:00. В четверг за вечерним богослужением акафист Святителю Митрофану. В воскресенье в 17.00 акафист Покрову Божией Матери.

## Святыни
- Казанская икона Божией Матери
- Тихвинская икона Божией Матери
- Ковчег с частицей мощей святителя Митрофана Воронежского
- Икона с частицей мощей святителя Николая Чудотворца
- Икона с частицей мощей преподобного Серафима Саровского[6].